# Xylorhiza dohrni
Xylorhiza dohrni là một loài bọ cánh cứng trong họ Cerambycidae.